# Третье правительство Блюма
Третье правительство Блю́ма  — кабинет министров, правивший Францией 31 день, с 16 декабря 1946 года по 16 января 1947 года, в период Четвёртой французской республики, в следующем составе:
- Леон Блюм — председатель Временного правительства и министр иностранных дел;
- Андре Ле Трокер — министр национальной обороны;
- Эдуар Депрё — министр внутренних дел;
- Андре Филип — министр экономики и финансов;
- Робер Лакост — министр индустриального производства;
- Даниель Мейер — министр труда и социального обеспечения;
- Поль Рамадье — министр юстиции;
- Ив Танги — министр общественных предприятий коммунального обслуживания;
- Марсель Эдмон Нажелан — министр национального образования;
- Макс Лежён — министр по делам ветеранов и жертв войны;
- Робер Прижен — министр сельского хозяйства;
- Мариус Муте — министр заморских территорий;
- Жюль Мок — министр общественных работ, транспорта, реконструкции и градостроительства;
- Пьер Сегелль — министр здравоохранения и народонаселения;
- Эжен Тома — министр почт;
- Феликс Гуен — министр планирования;
- Ги Молле — государственный министр;
- Огастен Лоран — государственный министр.

Изменения
- 23 декабря 1946 — Огастен Лоран сменил Муте на посту министра заморских территорий.